# حقوق الإنسان في المكسيك
تشير حقوق الإنسان في المكسيك إلى المبادئ أو القواعد الأخلاقية التي تصف معايير معينة من السلوك الإنساني في المكسيك، وهي محمية بشكل مستمر بصفتها حقوقًا قانونيةً في القانون البلدي والدولي. تشمل المشاكل المناهضة لحقوق الإنسان التعذيب والإعدام بلا محاكمة والإعدام التعسفي وقمع الشرطة والجرائم الجنسية واغتيالات مراسلي الأخبار مؤخرًا.
تشير منظمة هيومن رايتس ووتش إلى أن قوات الأمن المكسيكية نفذت عمليات اختفاء واسعة النطاق منذ عام 2006، وتشير إلى أن قوات الأمن المكسيكية ارتكبت عمليات قتل غير قانونية بحق أعداد كبيرة من المدنيين، واستخدمت التعذيب بكافة أشكاله مثل الضرب والغرق بالماء والصعق بالكهرباء والاعتداء الجنسي باعتباره أداة للحصول على معلومات من الضحايا المحتجزين. تشير أيضًا إلى فشل نظام العدالة الجنائية إلى حد كبير في مساعدة ضحايا جرائم العنف وانتهاكات حقوق الإنسان عند مطالبتهم بالعدالة، وأن اعتداءات السلطات أو الجريمة المنظمة على الصحفيين ستجعلهم يخضعون للرقابة الذاتية، ويشير التقرير أيضًا إلى القضايا المتعلقة بالأطفال المهاجرين وحقوق النساء والفتيات والميول الجنسية والهوية الجنسية والرعاية التلطيفية وحقوق الإعاقة.
شملت انتهاكات قوات الأمن في المكسيك لحقوق الإنسان عمليات الإعدام بلا محاكمة والاختفاء القسري والتعذيب، واتخذت الحكومة المكسيكية إجراءات لمكافحة الجريمة المنظمة في حرب المخدرات في المكسيك. كُرِّست بعض الجهود المحدودة للتحقيق في هذه الانتهاكات وملاحقتها. تواجه حقوق الإنسان في المكسيك أيضًا صعوبة في ضم الحقوق الإنجابية والرعاية الصحية، وصعوبة في حل المشكلات المتعلقة بالعنف ضد الصحفيين. 

## الحريات المدنية

### حرية الصحافة
المكسيك هي واحدة من أخطر الدول في العالم بالنسبة للصحفيين، وهي من بين البلدان التي تتمتع بأعلى مستويات الإفلات من العقاب على الجرائم المرتكبة ضد الصحفيين. يمثل العنف ضد وسائل الإعلام مشكلة خطيرة لأنه يهدد حياة الصحفيين بشكل خطير، ويخلق أيضًا بيئة من الخوف حيث تُقيد المعلومات المجانية مما يؤثر سلبًا على الديمقراطية السليمة ويعيق حرية التعبير. توافق منظمات حرية الصحافة في جميع أنحاء العالم بالإجماع العام على أن المكسيك هي من بين أكثر البلدان خطورة في العالم لممارسة الصحافة كمهنة، وذلك على الرغم من تضارب الأرقام الدقيقة غالباً لعدد القتلى. ذكرت هيومن رايتس ووتش عدم فعالية السلطات المكسيكية في محاولاتها للتحقيق في الدعاوى الجنائية ضد الصحفيين، وإبلاغ مكتب المدعي العام عن 124 حالة قُتل بها أشخاص يعملون في مجال الصحافة بين عامي 2000 إلى يوليو 2016.
وجدت دراسة ركزت على التنشئة الاجتماعية للصحفيين المستقبليين أن الطلاب في المكسيك هم أكثر قابلية من الطلاب في الدول الكبيرة الأخرى إلى المناداة بالآراء التي تؤكد على إخلاص مجال الصحافة، وهذا يعني أنه ينبغي على الصحفيين إدامة صورة إيجابية عندما يتعلق الأمر بقادة البلاد والسياسات التي وضعتها الحكومة. أظهرت إحدى الدراسات التي ركزت على عنف المنظمات الإجرامية بعض الأدلة التي تؤكد على أن الوجود الوحيد للمنظمات الإجرامية الكبيرة والمربحة لا يؤدي دائمًا إلى هجمات قاتلة، وأن ازدياد الهجمات والقتل يعتمد على وجود مجموعات متنافسة تعيش وتعمل في نفس المناطق. يؤثر التنافس بين المنظمات الإجرامية على سيطرة أي منظمة إجرامية على الصحفيين وعلى المعلومات التي تُسرّب إليهم، فيؤدي هذا إلى توجيه التهديدات والتعنيف القوي ضد الصحفيين.
قُتل نحو مئة عامل في مجال الإعلام أو اختفوا منذ عام 2000، وظلت معظم هذه الجرائم دون حل وبقيت قيد التحقيق بشكل غير صحيح واعتُقل عدد قليل من الجناة وأُدانوا أيضًا. تكررت حوادث العنف الجسدي والتهديدات التي يتعرض لها الصحفيين الذين يغطون قضايا حساسة في مناطق المكسيك، إذ توجب على عليهم ممارسة الرقابة الذاتية لحماية أنفسهم.

### عمالة الأطفال
تساهم عمالة الأطفال في إنتاج نحو أحد عشرة سلعة في المكسيك وتشمل عشر سلع زراعية (بما في ذلك البن والتبغ وقصب السكر) ويتمثل العنصر المتبقي بالمواد الإباحية؛ وذلك وفقًا للنسخة المحدّثة من قائمة السلع التابعة لوزارة العمل الأمريكية التي تنتجها عمالة الأطفال أو العمالة القسرية والتي صدرت في ديسمبر في عام 2014. كانت المكسيك من بين الدول السبعة التي لجأت إلى عمالة الأطفال في صناعة المواد الإباحية.

### حقوق المثليين
تُعتبر ممارسة المثلية الجنسية قانونية في المكسيك، ولاحق القضاء أعضاء مجتمع الميم من خلال استخدام مدونات قانونية تنظم السلوك الفاحش أو الشنيع. سُجلت العديد من التقارير التي تُثبت وقوع أعمال عنف ضد الرجال المثليين على مدار العشرين عامًا الماضية، وتشمل قتل الرجال المثليين علنًا في مكسيكو سيتي وجرائم قتل المتحولين جنسياً في ولاية تشياباس الجنوبية.
يعتقد النشطاء المحليون أن هذه الحالات غالباً ما تبقى دون حل موجهًا أصابع الاتهام إلى الشرطة لعدم اهتمامها بالتحقيق فيها وعلى افتراضهم الذي يحمّل المثليين جنسياً مسؤولية الهجمات التي تحدث ضدهم بشكل أو بآخر.

### حقوق ثنائيو الجنس
يواجه الأطفال ثنائيو الجنس انتهاكات كبيرة لحقوق الإنسان في المكسيك بدءًا من الولادة. لا تتوفر حماية من التدخلات الطبية التجميلية غير التوافقية ولا توجد حماية تشريعية من التمييز المتحيز. يمكن أن يواجه الأشخاص ثنائيو الجنس صعوبات في الحصول على الرعاية الصحية اللازمة.

## حالات أخرى

### العنف المنزلي
يتراوح معدل العنف المنزلي ضد المرأة في العلاقات الزوجية المكسيكية بين 30% إلى 60% من العلاقات. تمتلك المكسيك أعلى نسبة من جرائم القتل التي تُرتكب ضد النساء في العالم اعتبارًا من عام 2014 وتحتل المرتبة السادسة عشر. استمر هذا المعدل في الارتفاع منذ عام 2007. ينتشر العنف الجنسي بشكل أكبر في المناطق الواقعة على الحدود المكسيكية الأمريكية وفي مناطق تجارة المخدرات وعنف المخدرات.
لا تسعى العديد من النساء للحصول على تعويض قانوني بعد تعرضهن للعنف المنزلي والاعتداء الجنسي وفقًا لمنظمة هيومن رايتس ووتش لعام 2013، ويعود سبب ذلك إلى شدة العقوبات المترتبة على بعض الجرائم الجنسية التي تتوقف على عفة الضحية، وتُقابل النساء اللواتي يبلّغن عن هذه الجرائم عمومًا بالشك واللامبالاة وعدم الاحترام.
قدمت العديد من مجموعات حقوق الإنسان المكسيكية والاتحاد الدولي لحقوق الإنسان في سبتمبر في عام 2014 شكوى إلى مكتب المدعي العام للمحكمة الجنائية الدولية للمطالبة بالتحقيق في الانتهاكات المنتظمة والواسعة النطاق لآلاف المدنيين على أيدي الجيش والشرطة في حروبهم ضد الجريمة المنظمة.

#### العنف المنزلي والاغتصاب على طول الحدود الأمريكية المكسيكية
يجادل العديد من العلماء النسويين بأن الاغتصاب والاعتداء الجنسي يستندان إلى قوة المرأة وتجريدها من إنسانيتها. تجادل عالمة الاجتماع سيلفانا فالكون بأن الاغتصاب هو أحد نتائج السيطرة العسكرية على الحدود بين الولايات المتحدة والمكسيك. إن السيطرة العسكرية على الحدود هي -إلى حد كبير- نتاج حرب المخدرات واحتلال الكارتلات في الجزء الشمالي من المكسيك على طول الحدود مع تكساس، ولها عنصرين رئيسيين: دمج الوحدات العسكرية في المنطقة الحدودية وجعل حرس الحدود ذو طابع عسكري من خلال المعدات والبنية والتكتيكات.
أفاد عدد كبير من النساء بأن الاغتصاب كان الثمن الذي يتعين عليهم دفعه من أجل عبور الحدود أو استرداد مستنداتهم دون ترحيلهم أو اعتقالهم عند تحدثهم عن موضوع الاغتصاب على الحدود العسكرية. تُعد مثل هذه الممارسات فريدة من نوعها في المنطقة الحدودية. غالبًا ما تقرر النساء عدم مقاضاة المغتصبين أو المهاجمين، لأنهن لن يواجهن المغتصب فحسب بل كل النظام المؤسسي الذي يتصف بالقوة والصلابة الاجتماعية.
تتمثل بعض العوامل التي تُمكِّن الاغتصاب في منطقة حدودية مسلحة بالقوة التقديرية الواسعة التي يتمتع بها حرس الحدود أثناء قيامهم بوظيفتهم، والتوظيف غير الفعال والمضلل الذي يؤدي إلى وجود موظفين غير فعالين ومشكوك فيهم، والفشل في تطبيق معايير إنفاذ القانون والالتزام بها، وعدم إبلاغ المسئولين العسكريين عن هذه الجرائم في المنطقة الحدودية بسبب قانون الصمت، والخصائص الحربية التي تُفرض على منطقة جغرافية والتي تسهّل ارتكاب انتهاكات حقوق الإنسان بشكل أكبر وخاصة في منطقة ذات سيطرة عسكرية عالية.

### المجازر
حدثت العديد من المجازر في تاريخ المكسيك، وارتبطت في السنوات الأخيرة بحرب المخدرات المكسيكية، وتضمنت أعمال شغب في السجون ومجازر ذات دوافع سياسية وصراعات في مناطق إقليمية أيضًا.

### الفساد
ينتشر الفساد في مختلف أقسام الشرطة والمؤسسات الحكومية، ويصعب في كثير من الأحيان تعقبه ومحاكمته بسبب تمتع ضباط الشرطة والمسؤولين الحكوميين بالحماية من قبل محامي المقاطعة أو أعضاء آخرين في القضاء أو حتى رجال الأعمال. تتجسد المشكلة بشكل خاص في المناطق الحدودية الشمالية مثل تيخوانا حيث تعمل الشرطة مع تجار المخدرات لحماية مصالحهم غير المشروعة وإنفاذها.
ارتكبت القوات المسلحة المكسيكية العديد من انتهاكات حقوق الإنسان التي نوقشت في هذه المقالة. تسمح الحكومة المكسيكية للقوات المسلحة بلعب دور كبير في حرب المخدرات، وذلك على الرغم من أن الدستور المكسيكي يقيد القوات المسلحة للعمل فقط على الانضباط العسكري في أوقات السلم. غالباً ما ترد القوات المسلحة على المدنيين بالاعتقالات التعسفية والأجندات الشخصية والفساد وعمليات الإعدام بلا محاكمة واستخدام التعذيب والقوة المفرطة. توجد هناك مساءلة قانونية واجتماعية محدودة عن هذه الانتهاكات ومعدل منخفض للمحاكمة بسبب التعامل مع مثل هذه القضايا في المحاكم العسكرية. لم يُثبت اعتماد الحكومة على الجيش انعكاس حالة انعدام الأمن هذه على الرغم من أن الحكومة المكسيكية زعمت أن وجود القوات المسلحة في المناطق التي تنشط فيها حرب المخدرات سيؤدي إلى زيادة الأمن في البلاد. أفاد مركز حقوق الإنسان المكسيكي عن ارتفاع مستمر في عمليات القتل التي لها علاقة بالمخدرات في العديد من مناطق المكسيك.